# Australomisidia elegans
Australomisidia elegans è una specie di ragno terrestre appartenente alla famiglia dei Thomisidae e comunemente riconosciuta come una delle specie facente parte dei cosiddetti "ragni granchio". È una specie unicamente diffusa nel territorio continentale australiano.